# Eva Sandersen
Eva Eun-Kyung Sandersen (koreanska: Eva 은경 Sandersen, född 12 februari 2001) är en dansk taekwondo-idrottare i Pumsae.

## Karriär
Eva Sandersen började träna den koreanska kampsporten taekwondo 2009 efter förslag från sina föräldrar.
Sandersen deltog i sin första seniortävling 2018, vid World Taekwondo Beach Championships på Rhodos, där hon också hade tävlat som junior i Recognized (traditionell) Pumsae-tävlingen (traditionell pumsae), och tog silvermedaljen i damernas Freestyle Pumsae-tävling.
2019, vid Taekwondo Europamästerskap i Pumsae i Antalya, blev hon dubbel europeisk mästare i damernas erkända pumsae- och freestyle-tävling.
I februari 2020 slet Sandersen av en hälsena under ett träningspass och var tvungen att ta en paus från tävlandet i sex månader.
I slutet av samma år vann hon sin första stora medalj på den internationella scenen vid 2020 års onlinevärldsmästerskap i taekwondo pumsae, där hon placerade sig fyra bakom Jocel Lyn Ninobla med 7,210/4,12 till 7,280/4,15 poäng och därmed tog en av bronsmedaljerna i den enkelelimineringsturneringen. Tävlingen hölls online på grund av covid-19-pandemin.
2021 vann Sandersen två guldmedaljer, i både den traditionella pumsae-kategorin och freestyle-kategorin i seniorklassen för kvinnor (över 17 år) vid Europamästerskapen i Taekwondo Pumsae i Seixal (Portugal). Vid Goyang 2022 Världsmästerskap i taekwondo pumsae blev hon världsmästare i damernas Recognized Pumsae senior-tävling (åldrarna 18 till 30). Dessutom vann Sandersen bronsmedaljen i damernas Freestyle Pumsae-tävling.
I Innsbruck 2023 blev Sandersen Europamästare för tredje gången efter att ha besegrat svenska Alicia Brännback i semifinalen och turkiska Seyda Nur Yavuz i finalen i tävlingen Recognized Pumsae. För tredje gången tog hon också första platsen i damernas freestyle-tävling. År 2024 deltog hon i damernas individuella freestyletävling vid världsmästerskapen i poomsae i Hongkong, där hon kom på andra plats efter den regerande världsmästaren i freestyle Ye Eun Cha från Sydkorea. Hon tog också silvermedaljen i damernas Recognized Poomsae-tävling bakom den sydkoreanska friidrottaren Jooyeong Lee.